# Limenitis chlaena
Limenitis chlaena är en fjärilsart som beskrevs av Hans Fruhstorfer 1906. Limenitis chlaena ingår i släktet Limenitis och familjen praktfjärilar. Inga underarter finns listade i Catalogue of Life.